# سارة داي
سارة داي (بالإنجليزية: Sarah Day)‏ هي كاتِبة وشاعرة أسترالية، ولدت في 1958.